# Jorge Ricardo Coutinho Machado
Jorge Ricardo Coutinho Machado (Abaetetuba, 26 de março de 1963) é um escritor brasileiro e também professor universitário da UFPA/centro de educação. Possui pós-graduação em ensino de ciências e atualmente está cursando o mestrado em educação e ciências (NPADC/UFPA).

## Biografia
Realizou pesquisas sobre a memória histórica e cultural do município de Abaetetuba que, já foi chamado Abaeté do Tocantins durante um pequeno período de tempo no início dos anos 60 no século XX. Nessas pesquisas utilizou, também, a fotografia como método de pesquisa, o que resultou no livro Memória Photografica (edição do autor, 1998) reunindo 30 imagens que compõem uma história visual de Abaetetuba.
Iniciou sua carreira como escritor ainda no colegial, criando textos teatrais que eram encenados na escola onde estudava. Tratavam de lendas, comédias ou peças de cunho moral, como vida de santos.
Terras de Abaetetuba, seu primeiro livro, foi publicado em abril de 1986 e constitui um abrangente inventário de informações sobre os aspectos históricos, geográficos e culturais do município. Obras de pesquisa, além de Terras de Abaetetuba e de Memória Photográfica, também publicou O que é alquimia? (São Paulo, brasiliense, 2001, coleção primeiros passos) livro que trata da história da química e pretende ser uma introdução ao estudo deste assunto.

## Obras
Sua obra de ficção, que considera a mais importante, e um pouco mais extensa, sendo constituída dos seguintes livros:
- Belém (coletânea de autores paraenses) - 1987
- Contos Paraenses(antologia de contistas paraenses) - 1988
- Novos Contos Paraenses - 1988
- Mururé: Autores paraenses (antologia) - 1989
- O domingo da epifânia (contos) - 1991
- O círio (antologia de contos sobre o círio de nazaré) - 1995

Ainda em ficção tem inéditos os livros: O defunto radioativo (literatura juvenil), Crônicas do purgatório (contos sobre Abaeté do Tocantins) e escreve Mater puríssima, histórias sobre a festa de nossa senhora da conceição.
Fundou a Edições Alquimia, sua editora que publica livretos muito parecidos com folhetos de Cordel e já tem seu primeiro best-seller Histórias de visagens, seguido de perto pelo Glossário abaeteense, adotado em escolas da cidade como livro paradidático.
Visando aperfeiçoar-se em técnicas narrativas e desenvolver uma cultura narrativa própria, realiza atualmente estudos em dramaturgia, técnicas narrativas aplicadas ao cinema e ao teatro, roteiro de cinema e ficção televisiva. Como parte deste estudo escreveu um filme de curta-metragem, um argumento para longa-metragem (O abominável passaralho) e escreve uma telenovela regional genuinamente amazônica.
Atualmente, Jorge participa do Programa Naldo Araújo, apresentando o quadro Memória Photográfica, onde apresenta aos telespectadores fotografias antigas da cidade de Abaetetuba.